# Litton Cheney
Litton Cheney – wieś w Anglii, w hrabstwie Dorset. Leży 15 km na zachód od miasta Dorchester i 196 km na południowy zachód od Londynu.